# Ibieca
Ibieca es un municipio oscense, situado en la comarca de la Hoya de Huesca (España), a 23 km de la capital provincial.

## Geografía
- Situada entre los ríos Alcanadre y Guatizalema.

### Localidades limítrofes
Limita con Angüés al sur, con Loporzano al norte, con Casbas de Huesca al norte y al este, con Siétamo al oeste y al sur.

## Toponimia
El nombre probablemente deriva del término ibón (lago de origen glaciar) en referencia a las diversas balsas que rodean el municipio.

Tras la romanización podría haber adquirido sufijos latinos y ser llamado Iebeca o Iebluco.

Hasta 1229 el topónimo Ibieca tomó diferentes formas en la documentación medieval y moderna como: Iuieca, Iuiequa, Yvecha o Ybiequa.

## Historia
La primera mención data de entre enero y febrero de 1104, en la concordia realizada por el Obispo de Huesca y el abad de Montearagón.
El lugar fue conquistado en el siglo XI por Sancho Ramírez. Después, Ibieca dependió del señorío de Foces, al que le sucedió la Orden Hospitalaria de San Juan de Jerusalén, por designio expreso de don Ximeno de Foces, el cual mandó en 1249 construir a sus expensas la ermita de San Miguel de Foces, levantada en sus posesiones, a unos dos kilómetros del casco urbano.
De este pueblo partió Doña Godina, hija de Atho de Foces, para hacerse cargo del señorío de La Almunia.

## Administración y política
| Período   | Alcalde                    | Partido |  |
| --------- | -------------------------- | ------- |  |
| 1979-1983 | Francisco Torres Puyuelo   | UCD     |  |
| 1983-1987 |                            |         |  |
| 1987-1991 |                            |         |  |
| 1991-1995 |                            |         |  |
| 1995-1999 |                            |         |  |
| 1999-2003 |                            |         |  |
| 2003-2007 | Ángel Arilla Lera          | PP      |  |
| 2007-2010 | Ángel Arilla Lera          | PP      |  |
| 2010-2011 | José Antonio Broto Escario | PP      |  |
| 2011-2015 | José Antonio Broto Escario | PP      |  |
| 2015-2019 | José Antonio Broto Escario | PP      |  |

| Partido político    | Partido político                                       | 1979   | 1983   | 1987   | 1991   | 1995   | 1999   | 2003   | 2007   | 2011   | 2015   |
| Partido político    | Partido político                                       | Ediles | Ediles | Ediles | Ediles | Ediles | Ediles | Ediles | Ediles | Ediles | Ediles |
|                     | Partido Popular de Aragón (PP)-Alianza Popular (AP)    | —      | —      | 2      | 3      | 5      | 4      | 5      | 5      | 5      | 5      |
|                     | Partido Aragonés (PAR)                                 | —      | 5      | —      | 2      | —      | 1      | —      | —      | —      | —      |
|                     | Partido de los Socialistas de Aragón (PSOE-Aragón)     | —      | —      | 3      | —      | —      | —      | —      | —      | —      | —      |
|                     | Chunta Aragonesista (CHA)                              | —      | —      | —      | —      | —      | —      | —      | 0      | —      | —      |
|                     | Izquierda Unida (IU)-Partido Comunista de España (PCE) | —      | 0      | —      | —      | —      | 0      | —      | —      | —      | —      |
|                     | Unión de Centro Democrático (UCD)                      | 5      | —      | —      | —      | —      | —      | —      | —      | —      | —      |
| Total de concejales | Total de concejales                                    | 5      | 5      | 5      | 5      | 5      | 5      | 5      | 5      | 5      | 5      |

## Demografía
Ibieca cuenta con una población de 104 habitantes (INE 2024).
| Gráfica de evolución demográfica de Ibieca entre 1842 y 2021                                                        |
| |
| Población de derecho según los censos de población del INE Población de hecho según los censos de población del INE |

## Monumentos

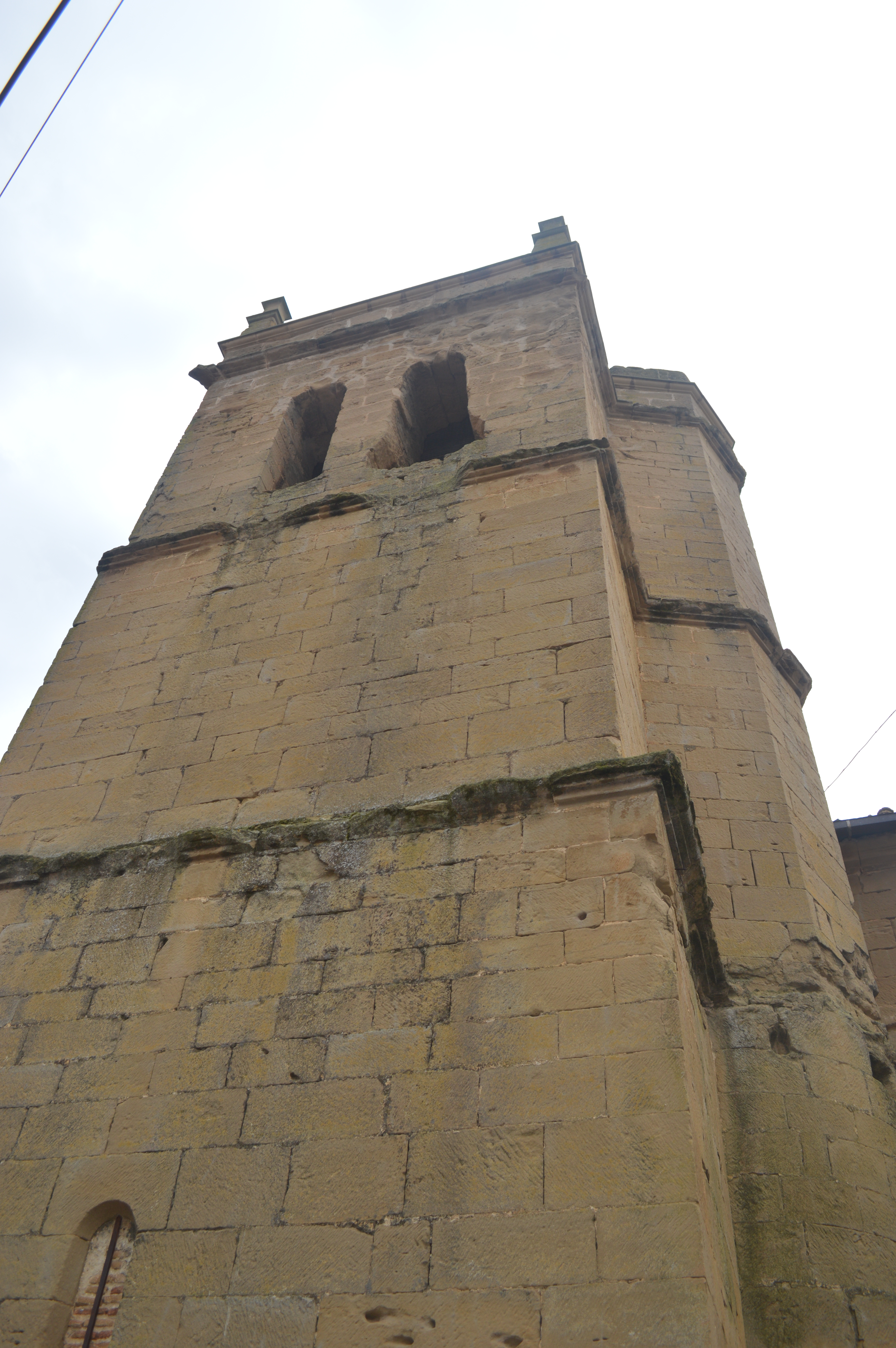
Torre de la parroquia de san Clemente Papa

### Monumentos religiosos

#### Iglesia parroquial
La Iglesia parroquial de Ibieca, dedicada a San Clemente Papa, tiene aspecto de fortaleza, especialmente por su torre-campanario, de piedra de sillería. Está formando por una única nave de cuatro tramos y capillas en los laterales.

El resto del edificio es bastante posterior, de los siglos XVII y XVIII. La portada es renacentista.

La última restauración importante fue en el año 1605, con Domingo Isola como arquitecto restaurador.

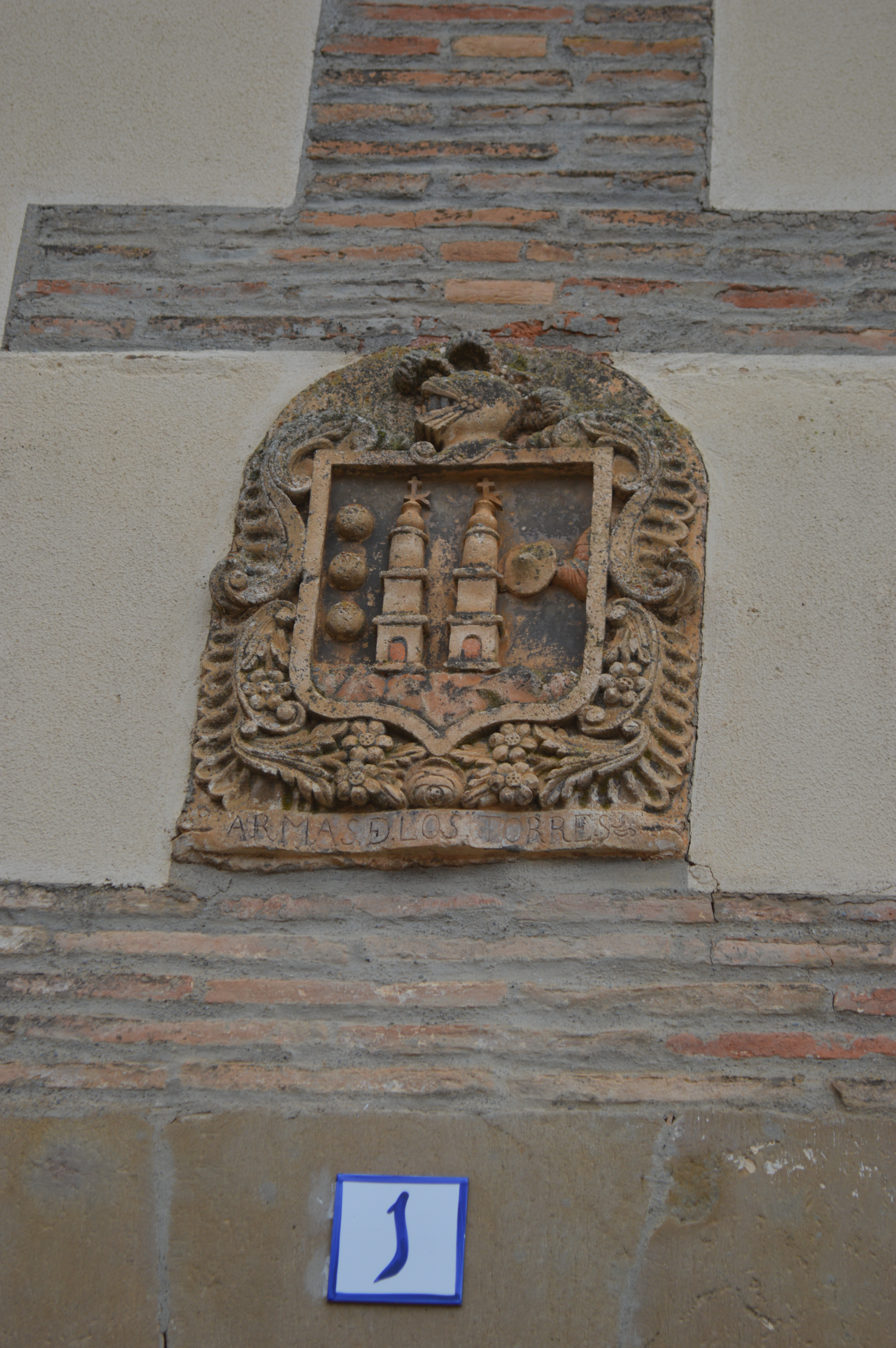
Escudo de la casa de los Torres

#### Ermita de San Miguel de Foces
Situada a dos kilómetros del casco urbano. Fue mandada construir por Ximeno de Foces en 1249 con la intención de utilizarla como panteón familiar. Diez años después la donó a la Orden de San Juan de Jerusalén. Se sitúa en el periodo de transición del estilo Románico al Gótico.

Fue declarada Monumento Nacional en 1916.

Es el único vestigio del antiguo poblado de Foces, que fue pertenencia de la familia Foces.

### Monumentos civiles
Abundan los edificios de puertas doveladas, con piedras armeras sobre sus fachadas, que denotan la antigua propiedad de los inmuebles, en manos de infanzones.

## Fiestas
- El 15 de mayo se celebra la primera romería, que parte de la Iglesia de San Miguel de Foces y en la cual se lleva a hombros a la Virgen de Foces hasta la iglesia parroquial.
- El primer domingo de septiembre se celebra la segunda romería, y la virgen hace el recorrido inverso, de Ibieca a San Miguel de Foces.
- La fiesta mayor es el 23 de noviembre en honor a San Clemente.[11]

## Escudo
Esta villa oscense usa como armas heráldicas un escudo de base circular, mantelado en curva: en cuarteles primero y segundo, de gules (rojo), una hoz de podar de plata encabada en oro, (Linaje de los Foces), en el mantel, la señal real de Aragón, de oro con cuatro palos de gules. Todo timbrado con corona real cerrada (de España).

Los campos donde aparece la figura de la hoz (fondo rojo).

La hoz es de plata con el mango en oro.

El mantel (parte inferior), sobre fondo de oro, cuatro palos rojos, barras de Aragón.

Timbrado de la corona real cerrada.